# ستاره‌ها و نوارها (فیلم ۱۹۸۸)
ستاره‌ها و نوارها فیلم کمدی آمریکایی منتشر شده در سال ۱۹۸۸ و به کارگردانی پت اوکانر و بر اساس کتابی از ویلیام بوید می‌باشد. از ستاره‌های این فیلم می‌توان به دانیل دی-لوئیس در نقش هندرسون دورس اشاره کرد.

## داستان
یک کارشناس هنر اهل بریتانیا (دی-لوئیس) به منظور خرید یک نقاشی نادر که توسط پیر آگوست رنوآر کشیده شده به سفر در سراسر جنوب ایالات متحده می‌پردازد. او در این سفر افراد دیوانه‌ای را ملاقات می‌کند که ماجراهایی برایش رقم می‌زنند.